# Pocahontas (Arkansas)
Pocahontas é uma cidade localizada no estado americano de Arkansas, no Condado de Randolph.

## Demografia
Segundo o censo americano de 2000, a sua população era de 6518 habitantes.
Em 2006, foi estimada uma população de 6845, um aumento de 327 (5.0%).

## Geografia
De acordo com o United States Census Bureau, a localidade tem uma área de 19,5 km², dos quais 19,0 km² cobertos por terra e 0,5 km² cobertos por água. Pocahontas localiza-se a aproximadamente 113 m acima do nível do mar.

## Localidades na vizinhança
O diagrama seguinte representa as localidades num raio de 24 km ao redor de Pocahontas.